# Rudi Stieglitz
Rudolf „Referend Rude“ Stieglitz (* 18. März 1952 in München; † 23. Juli  2006 in Regensburg; vollständiger Name Rudolf Stieglitz-Halden) war ein deutscher Musiker.

## Leben
Rudolf Stieglitz wurde als Sohn eines Münchner Fleischfabrikanten geboren und erlernte zunächst das Metzgerhandwerk, um später den elterlichen Betrieb übernehmen zu können. Das eigentliche Interesse Stieglitz’ galt jedoch nicht der Metzgerei, sondern der Musik. Bis spät in die Nacht trieb er sich in den späten sechziger und frühen siebziger Jahren in den Münchner Clubs herum, um Kultbands, wie Tangerine Dream und andere Avantgarde- und Rock-Bands der damaligen Zeit zu sehen. Natürlich vertrug sich sein Nachtleben nicht mit seinem Beruf, so dass er den ständigen Schlafmangel und die Spuren des Nachtlebens mit Aufputschmitteln zu vertreiben suchte.
Mit Anfang 20 zog Rudolf Stieglitz dann die Notbremse, um dem Teufelskreis aus Drogen, Druck seitens des Elternhauses und unerfüllter Musikerträume zu durchbrechen. Ein Freund vermittelte ihm den Kontakt zum Jerusalemer Musikkonservatorium und gab seinem Lebensweg damit die entscheidende Wende. Rudolf Stieglitz widmete sich seitdem der Musik, bewegte sich in Kreisen von Bands wie Amon Düül und Embryo, bereiste die Welt und kehrte am Ende seines Musiker-Lebens musikalisch zu seinen bayerischen Wurzeln zurück. Anspruchsvoller, in bayerischer Mundart vorgetragener Blues, Rock und Jazz sollten fortan sein musikalisches Werk bestimmen. Darüber hinaus bemühte sich Stieglitz der alternativen bayerischen Musikszene ein Forum zu schaffen. Das Stadtamhofer Mundartfestival und das Festival in Waldmünchen gehen auf seine Initiative zurück. Als 1. Vorsitzender der Mundart-Ageh hat sich Rudolf Stieglitz (zusammen mit Mitbegründer und Vize-Chef Andreas Hanauer aka A.J.B. Hangover) intensiv für die Belange der bayerischen Mundartmusik eingesetzt, sie gefördert und damit jungen Talenten, Bands und Mundart-Künstlern eine Plattform für Auftritte und kulturellen Austausch geschaffen.
Zuletzt war Rudolf Stieglitz mit der Wildenberger Schlosskapelle als Musiker und Bandleader aktiv. Sein letztes Album Alleluja wurde 2005 veröffentlicht. Sein Sohn Dan Halden war als Gitarrist und Komponist ebenfalls Mitglied der Wildenberger Schlosskapelle und wirkte bei dem Album mit. Die Live-Doppel-CD S'Lebn so kurz und doch so lang wurde posthum veröffentlicht.
Neben seinem Engagement bei der Mundart-Ageh war Rudolf Stieglitz auch bei der Regensburger Drogenhilfe DrugStop e.V. aktiv, um dort den Kampf gegen Drogen zu unterstützen.
Rudolf Stieglitz starb am 23. Juli 2006 im Krankenhaus der Barmherzigen Brüder in Regensburg an den Folgen einer Gehirnblutung.